# Roger Widenlocher
Pour les articles homonymes, voir Widenlocher.
Roger Widenlocher est un auteur de bandes dessinées né le 3 juin 1953 à Bône en Algérie.
Il est le dessinateur de Nabuchodinosaure (ou Nab), scénarisé par Herlé, et reprend la série Achille Talon après Greg.

## Publications
- Josua Livingroom, Bédésup, coll. « Erratum », 1984. Supplément à Bédésup n° 31.
- Nabuchodinosaure (dessin), avec Herlé (scénario des 13 premiers tomes) puis Patrick Goulesque (scénario du tome 14), Dargaud :

1. Prélude à l'apeupréhistoire, 1991.
2. Chroniques de l'apeupréhistoire, 1992
3. Du rififi chez les sauriens, 1993.
4. Humo Sapiens, 1994.
5. Commando reptile saurien, 1995.
6. Paleolitic Sinfonia, 1996.
7. Panique à Diplodocus Land, 1997.
8. Ramdam sur le Rift , 1999.
9. Prehistoric Games, 2000.
10. L'odyssée de l'espèce, 2001.
11. Bienvenue dans l'ère Aglaglaciaire, 2002.
12. Zen, 2005.
13. Treizozoïque blues, 2011.
14. Puéril en la demeure, 2012.

- Josua Livingroom Le Gabian t. 1 : Ça va péter !, Éditions du Mixer, 1994  (ISBN 2-940074-06-2).
- Coyote Bill t. 1 : Salade de plomb pour Miss Pamela (dessin), avec Herlé (scénario), Dargaud, 1996  (ISBN 2-88257-030-9).
- Woker t. 1 : Le Secret de Tanzania (scénario), avec Achdé (dessin), Dargaud, 1997  (ISBN 2-88257-040-6)[1].
- Achille Talon (dessin), Dargaud :

1. Achille Talon a la main verte, avec Christian Godard  (scénario), 1998.
2. Tout va bien !, avec Brett (scénario), 2000.
3. Le Monde merveilleux du journal Polite, avec Brett et Herlé (scénario), 2004.

- Le Gabian, Bamboo :

1. Le Ciel, le Soleil et l'Amer, 2001[2].
2. On ne prête qu'aux bourriches, 2002.

- Carbone 14 t. 1 : Avant que de n'être, Bamboo, 2001  (ISBN 2-912715-35-0).
- Brèves de trottoir (scénario), avec Lesca (dessin), Éditions Joker, coll. « Quels Métiers ! », 2004.
- Santé ! (scénario), avec Gursan Gürsel (dessin), Joker Éditions, coll. « Quels Métiers ! », 2004.
- Drôle de cirque (scénario), avec Lesca, Joker Éditions, 2007.
- Les fondus... t. 3 : Les Fondus du bricolage (dessin), avec Christophe Cazenove et Hervé Richez, Bamboo, 2007.
- Les Chasseurs (scénario avec Krib), avec Lesca (dessin), Joker Éditions, 3 vol., 2008-2014.
- Nab : The New Adventures t. 1 : Dinosaures Story, avec Patrick Goulesque (coscénario), Galaktus Studios, 2014  (ISBN 978-2-9700946-0-9).
- Papy Boomers (dessin), avec Patrick Goulesque (scénario), Bamboo, 2018.
- Les Nouvelles Aventures apeupréhistoriques de Nabuchodinosaure, avec Patrick Goulesque (coscénario), Bamboo, 3 vol., 2018-2019.

## Prix
- 1993 : Alph-Art jeunesse au festival d'Angoulême pour Nabuchodinosaure, t. 2 (avec Herlé)